# Belek (település)
Belek város Törökország Antalya tartományának Serik körzetében. Lakosainak száma 73 260 fő (2022). A lakossága 10 000 fő csúcsszezonban.
Belek Törökország egyik legnépszerűbb turistacélpontja, több mint 30 négy-és ötcsillagos szálloda, sok szálláshely, szolgáltatás és szórakozási lehetőség is várja a látogatókat.
Belek fejlett golfközpont. 2012-ben itt rendezték a Turkish Airlines Golf-világkupát és 2013-ban a Turkish Airlines Open-t.
A Kurşunlu-vízesésnél több mint 100-féle ritka madár él. A vízesés rejtett barlangja népszerű turistacélpont. Belek mellett található a hellenizmus-kori Perga, amelyet Epheszosz és a nagy aszpendoszi amfiteártum miatt ismernek, utóbbi ma is 15 000 fő befogadására alkalmas.
Az ókori Aszpendosz amfiteátruma 2000 éve 20 000 embert volt képes befogadni, ma is tartanak itt a szabadtéri klasszikus, balett- és opraelőadásokat. A római romok Pergában a legjobb állapotban fennmaradt török régészeti helyek közé tartoznak. Side az egyike a legismertebb klasszikus helyeknek Törökországban.

## Népesség
| 2022 | 73 260 |

## Érdekességek
2013 februárjában Belekben rendezték a magyar labdarúgó-válogatott Fehéroroszország elleni felkészülési mérkőzését.